# فرودگاه سورو-اونسک
فرودگاه سورو-اونسک (به روسی: Аэропорт Северо-Эвенск) فرودگاهی عمومی واقع در استان ماگادان در کشور روسیه است.